# Morośki (przystanek kolejowy)
Morośki (biał. Мароські, ros. Мороськи) – przystanek kolejowy w miejscowości Morośki, w rejonie mołodeczańskim, w obwodzie mińskim, na Białorusi. Leży na linii Mińsk - Wilno.